# Sericopelma commune
Sericopelma commune là một loài nhện trong họ Theraphosidae.
Loài này thuộc chi Sericopelma. Sericopelma commune được Frederick Octavius Pickard-Cambridge miêu tả năm 1897.